# Металличность
Металли́чность (в астрофизике) — относительная концентрация элементов тяжелее водорода и гелия в звёздах или иных астрономических объектах. Бо́льшая часть барионной материи во Вселенной находится в форме водорода и гелия, поэтому астрономы используют слово «металлы» как удобный термин для обозначения всех более тяжёлых элементов. Например, звёзды и туманности с относительно высоким содержанием углерода, азота, кислорода и неона в астрофизических терминах называются «богатыми металлами». При этом с точки зрения химии многие из этих элементов (в частности, перечисленные углерод, азот, кислород и неон) металлами не являются. Металличность используется, к примеру, для определения поколения и возраста звёзд.
Наблюдаемые изменения в химическом составе звёзд разных типов, основанные на спектральных особенностях, которые позже были приписаны металличности, побудили астронома Вальтера Бааде в 1944 году предположить существование двух разных популяций звёзд. Они стали широко известны как звёзды населения I (богатые металлами) и населения II (бедные металлами). Третье звёздное население было введено в 1978 году, известное как звёзды населения III. Теоретически предполагалось, что эти чрезвычайно бедные металлами звёзды были «первородными» звёздами, созданными во Вселенной. Общая металличность звезды обычно определяется с помощью общего содержания водорода, так как его содержание считается относительно постоянным во Вселенной, или содержания железа в звезде, содержание которого во Вселенной обычно линейно возрастает.
При первичном нуклеосинтезе, в первые минуты жизни Вселенной, в ней возникли водород (75 %), гелий (25 %), а также следы лития и бериллия. Образовавшиеся позднее первые звёзды, так называемые звёзды населения III, состояли только из этих элементов и практически не содержали металлов. Эти звёзды были чрезвычайно массивны (и, следовательно, их время жизни было мало). В течение их жизни в них синтезировались элементы вплоть до железа. Затем звёзды погибали в результате взрыва сверхновых и синтезированные элементы распределялись по Вселенной. Пока ещё ни одной звезды этого типа не было найдено.
Второе поколение звёзд (население II) родилось из материала звёзд первого поколения и имело довольно малую металличность, хотя и более высокую, чем у звёзд первого поколения. Маломассивные звёзды этого поколения имеют большое время жизни (миллиарды лет) и продолжают присутствовать среди звёзд нашей и других галактик. Более массивные звёзды второго поколения успели проэволюционировать до финальных стадий и выбросили газ, обогащённый металлами в результате звёздного нуклеосинтеза, в межзвёздную среду, из которой образовались звёзды третьего поколения (населения I). Звёзды третьего поколения, в том числе Солнце, содержат самое высокое количество металлов.
Таким образом, каждое следующее поколение звёзд более богато металлами, чем предыдущее, в результате обогащения металлами межзвёздной среды, из которой эти звёзды образуются.
Наличие металлов в газе, из которого состоит звезда, приводит к уменьшению его прозрачности и коренным образом влияет на все стадии эволюции звезды, от коллапса газового облака в звезду до поздних стадий её горения.
Из наблюдений (из анализа спектров звёзд) чаще всего можно получить только величину [{\displaystyle {\ce {Fe/H}}}]:
{\displaystyle [{\text{Fe}}/{\text{H}}]=\log _{10}{\left({\frac {N_{\text{Fe}}}{N_{\text{H}}}}\right)_{\text{star}}}-\log _{10}{\left({\frac {N_{\text{Fe}}}{N_{\text{H}}}}\right)_{\text{Sun}}}.}
Здесь {\displaystyle {\frac {N_{\text{Fe}}}{N_{\text{H}}}}} — отношение концентрации атомов железа к атомам водорода на звезде и на Солнце соответственно. Считается, что величина [{\displaystyle {\ce {Fe/H}}}] характеризует относительное содержание всех тяжёлых элементов (включая {\displaystyle {\ce {C, O, N, Ne}}}) на звезде и на Солнце. Для очень старых звёзд значение [{\displaystyle {\ce {Fe/H}}}] заключено между −2 и −1 (то есть содержание тяжёлых элементов в них меньше солнечного в 10—100 раз). Металличность звёзд галактического диска в основном меняется от −0,3 до +0,2, будучи при этом выше в центре и снижаясь ближе к краям галактики.
Металличность также влияет на минимальную массу звезды/коричневого карлика, при достижении которой начинаются определённые термоядерные реакции. Коричневым карликом с чрезвычайно низкой металличностью является SDSS J0104+1535. Этот же объект является и самым массивным из известных коричневых карликов.

## Зависимость металличности от наличия планет
Астрономы из США, Бразилии и Перу пришли к выводу, что образование у звезды газового гиганта может повлиять на её химический состав. Для оценки влияния планеты на состав звезды лучше всего подходит двойная звезда, одна из компонент которой имеет планету, а другая — нет (компоненты двойной звёзды формируются из одного газового облака и, как следствие, изначально должны иметь одинаковый химический состав). В качестве объекта изучения была выбрана двойная система 16 Лебедя, где вокруг компоненты B обращается газовый гигант 16 Лебедя B b. Обе компоненты являются аналогами Солнца. Была рассчитана относительная распространённость 25 химических элементов в фотосфере звёзд. Оказалось, что 16 Лебедя A превосходит 16 Лебедя B (см. Список звёзд созвездия Лебедя) по содержанию металлов. В качестве объяснения авторы предложили наличие у компаньона B газового гиганта.